# Port de Palamós
El port de Palamós és un port pesquer, comercial, de passatgers i esportiu de la vila de Palamós (Baix Empordà), qualificat d'interès general. Està situat a la zona central de la Costa Brava, en la badia de Palamós, una de les més profundes del Mediterrani occidental. Aquest port disposa de les instal·lacions, els serveis i els accessos adients per facilitar l'arribada als grans creuers que fan ruta per la Mediterrània. El port de Palamós és la segona instal·lació d'aquest sector a Catalunya, després del Port de Barcelona. És conegut com el Port Vell, des que l'any 1992 es va construir la Marina de Palamós. N'és el titular l'organisme de Ports de la Generalitat. Es distribueix entre la dàrsena comercial, la dàrsena pesquera i la dàrsena esportiva.

## Dàrsena comercial
La dàrsena comercial està ubicada al Moll Fèlix Ribera, amb una longitud de 386 metres lineals. El moviment de mercaderies el 2022 va ser de 193.386 t.

### Estació marítima
El 2008 es va inaugurar l'estació marítima al Moll Fèlix Ribera, com a port escala de creuers dins de l'arc del Mediterrani. L'interior de l'estació disposa de serveis de control i de seguretat, sales d'espera per als passatgers, una oficina de turisme de l'ajuntament de Palamós i espais auxiliars.

## Dàrsena pesquera
La dàrsena pesquera gestionada per la Confraria de Pescadors de Palamós, ocupa el Moll Nord, de 107 ml, el Dic Pesquer, de 150 ml, el Moll Sud, de 74 ml, el Moll de la Llotja, de 184 ml i la Passarel·la pesca, de 24 ml.
La Confraria de Pescadors de Palamós, ubicada al carrer Moll, té una flota de 47 embarcacions: 23 d’arrossegament, 4 d'encerclament i 20 d'arts menors. El seu producte estrella és la gamba, que gaudeix de la Marca de Garantia Gamba de Palamós. La Confraria de Pescadors de Palamós té dues subhastes diàries i embarcacions d'altres confraries com l’Escala, Tossa de Mar o Sant Feliu de Guíxols, que no tenen subhasta de tarda, venen a la llotja de Palamós. El Port de Palamós compta també amb el Museu de la Pesca i el Mercat de la Llotja, on cada tarda s'hi venen les captures fresques acabades de baixar de les barques.

## Dàrsena esportiva
El Club Nàutic Costa Brava - Vela Palamós, distingit amb la Bandera Blava, que reconeix internacionalment la qualitat ambiental i serveis, gestiona la dàrsena esportiva, amb un total de 808 amarradors, de fins a 20 m d'eslora. Està distribuïda entre el moll Costat moll comercial, de 65 ml, l'Adossat al dic, de 106 ml, el Moll del club, de 114 ml, la Passarel·la Club, de 248 ml i el Moll de Ribera, de 132 ml. Incorpora una escola de vela.

## Història
L'origen del port i la vila de Palamós és en l'interès de Pere el Gran en tenir un port sota el domini reial a la zona de Girona en el temps en què començava l'expansió per la Mediterrània, perquè tot hi haver-hi altres ports i platges, bona part de la Costa Brava era sota el domini de diferents monestirs o del comtat d'Empúries i l'únic port de jurisdicció reial era el de Torroella de Montgrí a la desembocadura del Ter que s'anava omplint progressivament de sediments. El 1277 el rei va comprar el castell de Sant Esteve de Mar amb la participació d'Astruc Ravaia, ric mercader del call del Girona i el 1279 va promulgar la carta pobla de Palamós.
Les primeres operacions de les que es té constància són militars, durant la croada contra la Corona d'Aragó, quan Palamós va arribar a caure en mans dels francesos el 1285. A partir d'aquí, el creixement de la vila i el port va començar lent, però va anar desplegant-se durant el segle xiv impulsat per privilegis reials necessaris per la competència amb el veí port de Sant Feliu de Guíxols, sota el domini del monestir. Al segle xv es fan les primeres obres de millora, primer amb el desviament de la riera de l'Aubi per que no aterrés el port, i a partir de final de segle amb la construcció d'un moll artificial.
Als segles finals de l'edat mitjana l'expansió mediterrània va portar a una època d'esplendor en que s'hi feia navegació de cabotatge però també viatges de llarga distància fins a Sicília i la Mediterrània Oriental. Amb l'edat moderna aquest comerç entra en crisi per la pèrdua de seguretat per la presència turca, per la puixança del comerç atlàntic i per la crisi general que travessa el Principat, però el port de Palamós i els altres ports petits en van suportar millor l'impacte que el port de Barcelona, potser per la importància que hi conservava el cabotatge. Tot i això, la vila va ser destruïda el 1543 per Barba-roja. En aquesta situació d'inseguretat, es fortifica Palamós (muralles del 1673) i moltes masies incorporen torres de defensa. A la vegada, des del segle XVI l'activitat del port es va orientant a servir d'escala a les grans galeres que van cap a orient i al comerç de petits vaixells (més lleugers que els grans i, per tant, més adaptats a evitar la pirateria), mentre la pesca va prenent importància.
El segle xviii s'inicia amb la pèrdua dels privilegis municipals de Palamós després de la guerra de successió, però també amb la fi de les guerres amb França que l'havien assolat els segles anteriors. El 1726, el duc de Sessa, ara senyor de la vila, refà i amplia el port amb un moll nou. Aquesta obra va restar sense modificació un parell de segles, fins a arribar a quedar obsoleta, però al segle xviii va permetre l'expansió de l'activitat portuària en dues direccions: el comerç amb Amèrica i l'exportació de taps de suro cap a França.

### Activitat pesquera
Els recomptes fiscals del segle xviii donen notícia del nombre de llaguts existents en la indústria pesquera. La pesca tenia, a més a més del caràcter recol·lector primari, un caire manufacturer que es concretava en la indústria de la salaó de peix i la comercialització i afaiçonament del corall. La principal pesca era el peix blau, sardina i anxova, que s'exportava sobretot a Barcelona.
La pesca al districte de Palamós compta amb una llarga història. Es tracta d'un port de gran rellevància en el panorama pesquer català, tant pel fet que és el cinquè port català en aquest sector, com perquè aposta per iniciatives i projectes com ara el prestigiós Menú de la Gamba, que atrau actualment milers de turistes, i també mostra el patrimoni del sector mitjançant el Museu de la Pesca.

## Característiques generals[9]
- Calat bocana: 21 m
- Dics: 1
- Nombre de molls: 9
- Metres lineals de molls: 1.549 m

## Accessos
- Carretera:
  - Des de Barcelona i Tarragona s'agafa l'AP-7 en direcció a Girona, la sortida 9, continuant per la C-35 i després de la C-31 fins a Palamós.
  - Des de Girona per l'AP-7, la sortida 6, continuant per la C-66 en direcció a Palamós.
  - Des de Lleida per l'A-2 fins a Cervera, continuant per la C-25 i després per la C-31 fins a Palamós.
- Ferrocarril:
  - Caldes de Malavella: 30 km
- Aeri:
  - Aeroport de Girona: 43,1 km
  - Aeroport de Barcelona: 128 km
  - Aeroport de Perpinyà: 147 km

## Adreces d'interès
- Capitania Marítima de Palamós.
- Ports de la Generalitat. Port de Palamós Arxivat 2014-09-25 a Wayback Machine.
- Confraria de Pescadors de Palamós
- Museu de la Pesca
- Club Vela de Palamós
- Tienda Náutica Aviñó